# 小川清一
小川 清一（おがわ せいいち、1952年7月28日 - ）は、大分県別府市出身の元プロ野球選手（投手）。登録名を、小川 精一とする資料もある。

## 来歴・人物
大分商業高校では1970年、エースとして春季九州大会決勝に進むが、宮崎日大高に延長12回裏サヨナラ負け。同年夏は中九州大会決勝で津久見高の橘健治らに投げ勝ち、第52回全国高等学校野球選手権大会に出場。この大会では、1回戦の九州工（福岡）戦で市橋秀彦投手と延長15回の投手戦を展開、5-1で勝利する。2回戦の日大一高（東京）戦でも、保坂英二投手に投げ勝ち完投勝利。しかし準々決勝ではPL学園（大阪）の新美敏、田代克業（中大-本田技研）両投手の継投・好投に屈し、0-7で完封負けを喫した。同年秋の岩手国体では、決勝でPL学園に1-2で惜敗し、準優勝に留まる。住友金属に内定していたが同年のドラフト会議で、阪神タイガースの6位指名を受け、入団。
3年目の1973年に一軍に上がり、翌1974年は中継ぎで22試合に登板した。同年暮れ、鈴木皖武・上辻修・森山正義・平山英雄と共に、池辺巌・井上圭一との5-2の交換トレードでロッテオリオンズに移籍。オリオンズでも主に中継ぎとして活躍し、1975年には初勝利を記録。1977年には4月から6試合に先発としても起用される。1979年オフ、小俣進・庄司智久・田村勲との交換トレードで古賀正明と共に3チーム目の読売ジャイアンツに移籍するが、登板機会に恵まれず、1980年限りで現役引退。その後もチームに残り、1年ほど打撃投手を務めた。
右オーバースロー、速球主体の本格派でストレートとカーブが得意球、スライダー、シュート、パームボールも投げた。但し、パームボールについては阪神時代に小山正明より教わったが、実戦で生かされないままだった。

## 詳細情報

### 年度別投手成績
| 年 度     | 球 団     | 登 板 | 先 発 | 完 投 | 完 封 | 無 四 球 | 勝 利 | 敗 戦 | セ 丨 ブ | ホ 丨 ル ド | 勝 率 | 打 者 | 投 球 回 | 被 安 打 | 被 本 塁 打 | 与 四 球 | 敬 遠 | 与 死 球 | 奪 三 振 | 暴 投 | ボ 丨 ク | 失 点 | 自 責 点 | 防 御 率 | W H I P |
| --------- | --------- | ----- | ----- | ----- | ----- | -------- | ----- | ----- | -------- | ----------- | ----- | ----- | -------- | -------- | ----------- | -------- | ----- | -------- | -------- | ----- | -------- | ----- | -------- | -------- | ------- |
| 1973      | 阪神      | 7     | 0     | 0     | 0     | 0        | 0     | 0     | --       | --          | ----  | 50    | 12.0     | 11       | 1           | 3        | 0     | 0        | 9        | 0     | 0        | 5     | 4        | 3.00     | 1.17    |
| 1974      | 阪神      | 22    | 0     | 0     | 0     | 0        | 0     | 0     | 0        | --          | ----  | 126   | 30.0     | 23       | 6           | 13       | 1     | 2        | 15       | 1     | 1        | 16    | 15       | 4.50     | 1.20    |
| 1975      | ロッテ    | 15    | 1     | 0     | 0     | 0        | 1     | 1     | 0        | --          | .500  | 167   | 38.1     | 36       | 7           | 16       | 0     | 2        | 19       | 1     | 2        | 27    | 25       | 5.92     | 1.36    |
| 1976      | ロッテ    | 8     | 2     | 0     | 0     | 0        | 2     | 0     | 0        | --          | 1.000 | 105   | 26.1     | 25       | 1           | 7        | 0     | 1        | 9        | 0     | 1        | 9     | 6        | 2.08     | 1.22    |
| 1977      | ロッテ    | 15    | 6     | 0     | 0     | 0        | 2     | 2     | 0        | --          | .500  | 185   | 39.2     | 47       | 3           | 19       | 0     | 2        | 22       | 2     | 0        | 34    | 22       | 4.95     | 1.66    |
| 1978      | ロッテ    | 6     | 0     | 0     | 0     | 0        | 1     | 0     | 0        | --          | 1.000 | 98    | 24.0     | 18       | 1           | 7        | 0     | 0        | 14       | 1     | 0        | 10    | 9        | 3.38     | 1.04    |
| 1979      | ロッテ    | 2     | 0     | 0     | 0     | 0        | 0     | 0     | 0        | --          | ----  | 18    | 4.0      | 5        | 1           | 2        | 0     | 0        | 0        | 0     | 0        | 3     | 2        | 4.50     | 1.75    |
| 通算：7年 | 通算：7年 | 75    | 9     | 0     | 0     | 0        | 6     | 3     | 0        | --          | .667  | 749   | 174.1    | 165      | 20          | 67       | 1     | 7        | 88       | 5     | 4        | 104   | 83       | 4.29     | 1.33    |

- 各年度の太字はリーグ最高

### 記録
- 初登板：1973年4月25日、対読売ジャイアンツ2回戦（後楽園球場）、7回裏から5番手で救援登板・完了、2回無失点
- 初先発出場：1975年4月12日、対近鉄バファローズ前期1回戦（日本生命球場）、6番・指名打者で先発出場 ※偵察メンバー、ジム・ラフィーバーに交代
- 初勝利：1975年4月22日、対太平洋クラブライオンズ前期4回戦（平和台球場）、6回裏2死から4番手で登板、1回1/3無失点
- 初先発登板：1975年6月18日、対日本ハムファイターズ前期11回戦（後楽園球場）、1回0/3を3失点で敗戦投手
- 初先発勝利：1976年8月24日、対日本ハムファイターズ後期7回戦（川崎球場）、8回2失点

### 背番号
- 54（1971年 - 1974年）
- 45（1975年 - 1976年）
- 11（1977年 - 1979年）
- 46（1980年）
- 92（1981年）